# Ашагы-Шабалыт
Ашагы-Шабалыт (азерб. Aşağı Şabalıd) — село в Шекинском районе Азербайджана.

## География
Ашагы-Шабалыт расположено к северо-западу от районного центра Шеки. Близлежащее село — Баш-Шабалыт.

## Этимология
Название села переводится с азербайджанского как ашагы — «нижний» и шабалыт — «каштан», то есть — «Нижнее-Каштанное».

## Население
По «Кавказскому календарю» 1856 года село Ашага-Шабалутъ Гюйнюкскаго магала Нухинского уезда Шемахинской губернии населяли азербайджанцы, указанные «татарами». Религиозная принадлежность — мусульмане-сунниты.
Согласно результатам Азербайджанской сельскохозяйственной переписи 1921 года в селе Ашага-Шабалут (название согласно источнику) Нухинского уезда Азербайджанской ССР имелось 160 хозяйств, население численностью 699 человек обозначалось как тюрки-азербайджанцы (азербайджанцы).

## Известные уроженцы
- Марал Садыхова — советский азербайджанский табаковод, Герой Социалистического Труда.